# Paralisi flaccida
La paralisi flaccida è una condizione neurologica caratterizzata da debolezza o paralisi e da ipotonia muscolare, locale o generalizzata, senza cause immediatamente evidenti (ad esempio un trauma). Questa condizione può essere dovuta a una malattia (infettiva, genetica o altre patologie), oppure da una lesione dei nervi che regolano la contrazione dei muscoli interessati dalla paralisi. Per esempio, se i nervi somatici sono danneggiati, i muscoli volontari da essi innervati possono andare incontro a paralisi flaccida. Quando i muscoli si paralizzano, diventano ipotonici e perdono la capacità di contrarsi.
Se la paralisi flaccida coinvolge i muscoli della respirazione, può avere un esito fatale per soffocamento o per generica insufficienza respiratoria. La condizione si manifesta anche in concomitanza di uno shock spinale causato dalla distruzione trasversale completa del midollo spinale; essa è in genere il risultato di colpi di arma da fuoco.

## Cause

### Virali
L'espressione paralisi flaccida acuta (AFP in inglese, da Acute Flaccid Paralysis) è spesso usato per descrivere una sintomatologia paralitica a esordio improvviso, riscontrabile ad esempio nella poliomielite. L'AFP è infatti il segno clinico più comune della forma paralitica dell'infezione da poliovirus; è infatti fortemente attenzionata nel contesto delle epidemie di poliomielite. La paralisi flaccida acuta può essere causata anche da molti altri patogeni virali, come alcuni enterovirus diversi dai poliovirus, alcuni echovirus, il virus del Nilo occidentale e alcuni tipi di adenovirus.

### Botulismo
Clostridium botulinum, batterio Gram-positivo responsabile del botulismo, provoca una paralisi flaccida. La malattia può essere contratta mediante ingestione delle cellule batteriche già vitali (tipicamente in ambito alimentare, con il consumo di conserve di frutta o verdura, ma anche di carne in scatola) o, in casi più rari, con la penetrazione da una ferita delle endospore del batterio, da cui poi si svilupperanno i batteri che daranno origine alla paralisi. C. botulinum produce una tossina, detta tossina botulinica, che blocca il rilascio dell'acetilcolina, un fondamentale neurotrasmettitore. Questa tossina blocca l'esocitosi delle vescicole presinaptiche contenenti acetilcolina; di conseguenza, la contrazione muscolare viene impedita in modo generalizzato. Se l'effetto della tossina si manifesta anche sulla muscolatura deputata alle funzioni respiratorie, la malattia può portare alla morte.

### Avvelenamento da curaro
Il curaro è un composto fitochimico velenoso derivato soprattutto da Chondrodendron tomentosum e da alcune piante del genere Strychnos; si tratta di piante native delle forste pluviali dell'America meridionale. Alcune popolazioni indigene della regione - in particolare i Macushi – frantumano e cucinano le radici e i semi di queste e di altre piante e successivamente mescolano il risultante decotto con altri veleni di origine vegetale o animale; con il liquido viscoso così ottenuto, rivestono la punta delle frecce e i dardi da cerbottana che utilizzano per le attività di caccia. Nella medicina tradizionale il curaro è impiegato a piccole dosi, sempre in Sudamerica, nel trattamento di disturbi psicotici, edemi, ematomi, febbre e calcoli renali. Il curaro svolge un'attività di blocco dei recettori dell'acetilcolina a livello muscolare, da cui deriva la loro impossibilità di legarsi all'acetilcolina stessa e il loro accumulo nella giunzione neuromuscolare. Per esercitare questa attività di blocco neuromuscolare, il curaro deve entrare nel sistema circolatorio. Se il curaro blocca i muscoli respiratori, la persona avvelenata può morire per asfissia.

### Altre
Una lesione al neurone motorio inferiore può determinare una paralisi flaccida. Nel caso di lesioni al neurone motorio superiore, invece, la paralisi è più frequentemente di tipo spastico, anche se nella sintomatologia iniziale di tali lesioni può essere presente flaccidità.
Altre possibili cause di paralisi flaccida sono la mielite trasversa, la sindrome di Guillain-Barré, l'encefalite da enterovirus, una neurite a eziologia traumatica e la sindrome di Reye.
Nell'ambito del programma mondiale di eradicazione della poliomielite lanciato dall'Organizzazione mondiale della sanità, nelle zone di endemia del poliovirus, esiste una prassi che prevede l'effettuazione di un esame delle feci in due campioni entro 14 giorni dall'esordio della sintomatologia paralitica; all'eventuale identificazione del virus fa seguito l'accertamento di un adeguato livello di immunizzazione della popolazione locale, alla cui mancanza si deve tempestivamente sopperire con la vaccinazione di massa delle fasce meno immunizzate.
Alcuni serpenti velenosi il cui morso o sputo rilascia neurotossine, come i crotali, i mamba e i cobra, possono determinare la paralisi flaccida di tutto il corpo, con conseguenze rapidamente fatali in assenza di trattamento con antidoti specifici. Anche alcuni gas nervini utilizzati in contesti di guerra chimica, come il gas VX, possono provocare una paralisi flaccida completa.
In casi sporadici, soprattutto in persone di discendenza asiatica, l'ipertiroidismo può alterare l'equilibrio tra consumo e ripristino degli ioni potassio nell'organismo; la conseguente ipokaliemia può determinare una paralisi flaccida di gravità variabile.